# 3812 Lidaksum
3812 Lidaksum је астероид главног астероидног појаса. Приближан пречник астероида је 34,09 ,
а средња удаљеност астероида од Сунца износи 3,174 астрономских јединица (АЈ).
Инклинација (нагиб) орбите у односу на раван еклиптике је 18,416 степени, а орбитални период износи 2066,037 дана (5,656 година). Ексцентрицитет орбите астероида износи 0,116.
Апсолутна магнитуда астероида износи 11,70 а геометријски албедо 0,031.
Астероид је откривен 11. јануара 1965. године.